# Moacir Silva (músico)
Moacir Silva ou Moacyr Silva (Cataguases, c. 1940 — Conselheiro Lafaiete, 13 de agosto de 2002) foi um saxofonista e produtor musical brasileiro.
Moacir tocou nas orquestras dos maestros Fon Fon e Zacarias. Foi diretor artístico da Copacabana Discos e teve mais de trinta álbuns de estúdio seus lançados. Costumava gravar discos em séries, como Dançando com Você (4 volumes), Convite a Música 3 volumes), Sax Sensacional (5 volumes), Sax Voz (2 volumes), Samba é Bom Assim (2 volumes), É Tempo de Samba (2 volumes) e Carnaval na Boate (3 volumes).
Seu apelido era Bob Fleming, idéia do produtor Nilo Sérgio.

## Discografia[1]
- Dançando com Você (1956)
- Moacyr Silva (1956)
- Dançando com Você Nº2 (1957)
- Meia Noite no Meia Noite (1958) (com Copinha)
- Convite à Música (1958) (com Marisa Gata Mansa)
- Interpreta Cole Porter (1958)
- Quatro Ases em HI-FI (1958) (com Irany Pinto, José Menezes e Sivuca)
- Convite à Música Nº2 (1958) (com Marisa Gata Mansa)
- Dançando com Você Nº3 (1959)
- Dançando com Você Nº4 (1959)
- Sua Manhã de Domingo (1960)
- Sax Sensacional (1960)
- Sax Voz (1960) (com Elizeth Cardoso)
- Sax Sensacional Nº2 (1961)
- Sax Voz nº 2 (1961) (com Elizeth Cardoso)
- Samba é Bom Assim (1961)
- Carnaval de Boate (1961)
- Sax Sensacional Nº3 (1962)
- Ritmo... Naquela Base (1962)
- É Tempo de Bolero (1962)
- É Tempo de Samba (1963)
- Sax Sensacional Nº4 (1963)
- Carnaval de Boate Nº2 (1963)
- Convite à Música Nº3 (1963) (com Francineth)
- É Tempo de Samba Nº2 (1964)
- Suavemente (1964)
- Sax Sensacional Nº5 (1964)
- Samba é Bom Assim Nº2 (1965)
- Sax de Ouro (1965)
- Sex Sax (1966)
- Carnaval de Boite Nº3 (1967)
- A Volta de Moacyr Silva "O Sax de Ouro" (1968)
- Festival de Ritmos (1969) (com Chaim, Waltel Branco, Maciel, *Júlio Barbosa e Oliveira e seu Black Boys)
- Aquele Som (1970)